# Setge d'al-Dāmūs
El setge d'Al-Dāmūs de 1210 fou un moment clau de la conquesta cristiana perquè empenyé els almohades a una ofensiva que culminà amb la seva derrota en la batalla de Las Navas de Tolosa, el punt en què l'hegemonia musulmana dona pas a l'hegemonia dels regnes cristians.

## Antecedents
Al-Dāmūs, on actualment es troba la vila d'Ademús, era una fortalesa musulmana que formava part de la xarxa defensiva del riu Túria.
Una terrible incursió de tota l'esquadra almohade dirigida per Abu-l-Ulà Idrís al-Mamun des de les Balears, que havien conquerit el 1203, era llançada a la costa catalana el 1210, amb els estols combinats del Magrib i Al-Àndalus, desembarcant i fent molts captius i un gran botí.
Com a resposta a la incursió musulmana, el març de 1210, estant a Montsó el rei, va reunir el seu exèrcit per atacar els moros de València.

## El setge
Al-Dāmūs fou conquerida a Muhammad al-Nâsir (Miramamolin) a mitjans de 1210 per Pere el Catòlic amb l'ajut dels cavallers hospitalers i templers.
Entre els cavallers que van participar en la campanya, estaven el bisbe de Saragossa Remón de Castellazuelo, el bisbe d'Osca García de Gúdal, el bisbe de Tarassona García Frontín I, Ximeno Cornel I, García Romeu, Blasco Romeu, Artal II d'Alagón, Pero Sessé III, Ato I de Foces, Arnaldo Palacín, Arnaldo d'Alascón, Adam d'Alascón, don Atorella, Sancho d'Antillón, el senescal de Catalunya Guillem Ramon II de Montcada, Guillem de Montcada, Guillem de Peralta, Guillem I de Cervelló i Guillem d'Òdena. Per part dels templers, hi havia el mestre de l'orde del Temple Pere de Montagut.

## Conseqüències
L'ofensiva va continuar fins a prendre el castell de Serreilla, que sembla que correspon a l'actual Utiel.
Pedro del Pomar fou l'encarregat per Pere el Catòlic per repoblar de cristians totes les terres abans ocupades pels moros.
La pèrdua d'Ademús i la devastació causada afectà greument els almohades, que van enviar una delegació de notables de Xarq al-Àndalus a Marràqueix a entrevistar-se amb Muhammad al-Nâsir, i fou un dels motius que portà a organitzar l'expedició que conclogué amb la batalla de Las Navas de Tolosa el 1212, que acabà definitivament amb la supremacia musulmana a al-Àndalus.
La fortalesa passà de nou a mans almohades el 1210.